# Reuniunea Mariană
Reuniunea Mariană este o asociație bisericească ale cărei origini se găsesc într-o epocă istorică în care reforma protestantă a contestat cultul sfinților și în special pe cel al Fecioarei Maria. Promotorii Reuniunii Mariane au căutat să ofere o contrapondere la această tendință.

## Istoric

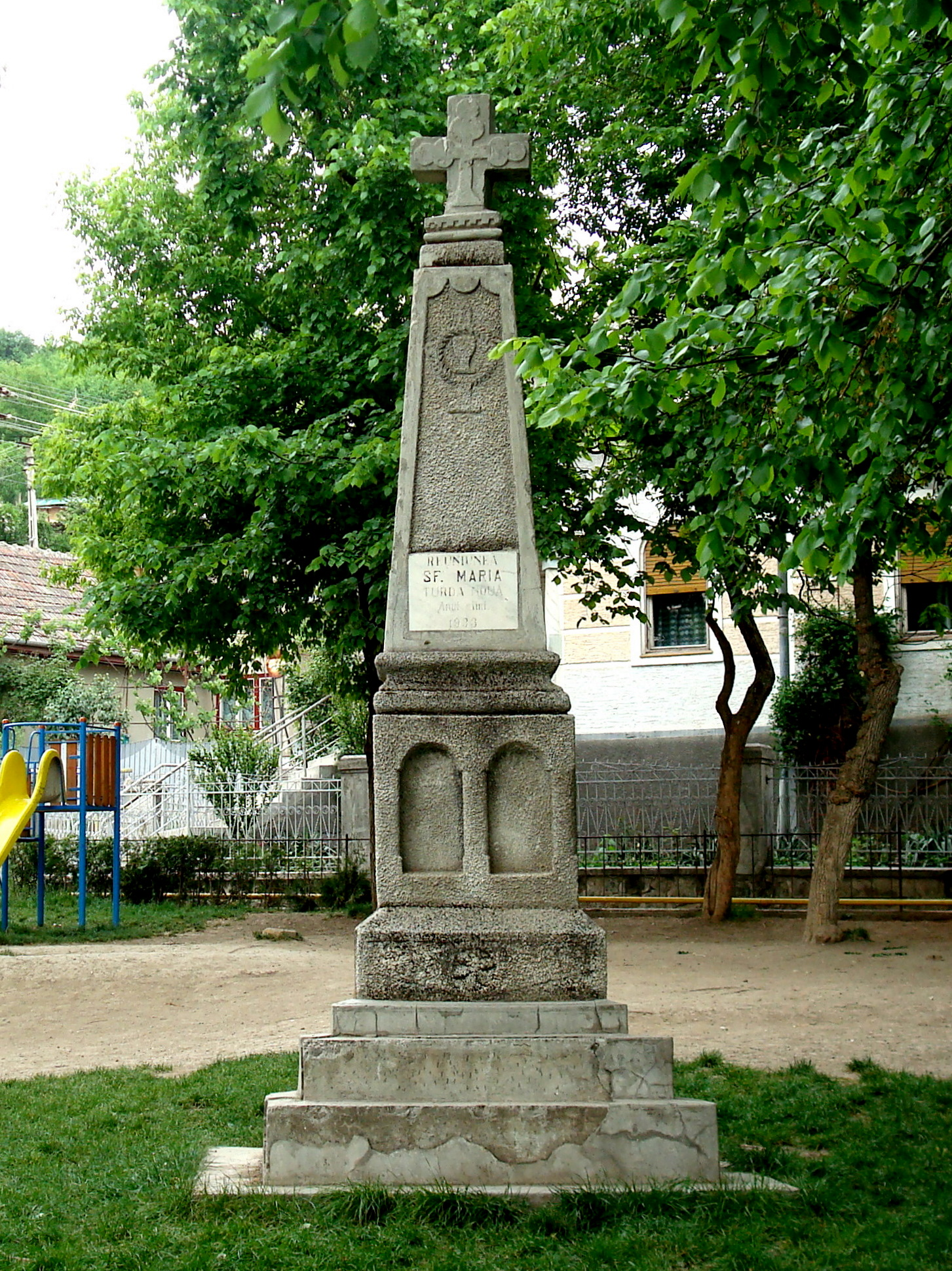
Monumentul Reuniunea Mariană, monument istoric din Turda

Reuniunea Mariană a fost fondată în anul 1563 la Roma de un profesor la Colegiul Roman al Societății lui Isus, iezuitul belgian Johannes Leunis (1535-84). Acesta îi adună în jurul său pe elevii cu care se ruga împreună, cerând ocrotirea Maicii Domnului, vorbind totodată tinerilor despre ea. 
Aceste întâlniri s-au extins, cuprinzând și adulții care aveau o devoțiune specială pentru Sfânta Maria. Această mișcare s-a dezvoltat în timp, susținută fiind și de membrii clerului, astfel încât în fiecare parohie catolică s-au înființat societăți mariane, cu rol social și umanitar, pornind de la virtuțile Mariei, de la necesitatea păstrării credinței, sfințeniei, carității.

## În România
La Turda Reuniunea Mariană a fost înființată de către preotul Nicolae Rațiu, fiind cunoscută și cu numele de Reuniunea Sfânta Maria. Asociația a fost implicată în activități caritative, precum colecta din anul 1939 pentru renovarea Bisericii Rățeștilor din Turda Veche. 
Monumentul din parcul din Turda Nouă (la intersecția str. Avram Iancu cu str. Salinelor), denumit și Monumentul Reuniunea Mariană, a fost ridicat de femeile greco-catolice în anul 1933, la 1900 de ani de la Înălțarea la Cer a lui Isus. În anul 1932 asociația turdeană avea 124 membri. Numărul membrilor a sporit treptat până în anul 1948. În anul 1948, odată cu interzicerea Bisericii Române Unite, a fost desființată și Reuniunea Mariană, membrii activând în clandestinitate. După anul 1990 Reuniunea Mariană a fost reactivată, în anul 2011 având circa 100 membri.